# Novo Selo Okićko
Novo Selo Okićko je naseljeno mjesto u Republici Hrvatskoj u Zagrebačkoj županiji.

## Zemljopis
Administrativno je u sastavu općine Klinča Sela. Naselje se proteže na površini od 2,44 km².

## Stanovništvo
Prema popisu stanovništva iz 2001. godine u Novom Selu Okićkom živi 121 stanovnik i to u 41 kućanstvu. Gustoća naseljenosti iznosi 49,59 st./km².
| broj stanovnika | 104   | 112   | 130   | 158   | 158   | 159   | 137   | 188   | 168   | 179   | 182   | 176   | 155   | 149   | 121   | 110   | 112   |
|                 | 1857. | 1869. | 1880. | 1890. | 1900. | 1910. | 1921. | 1931. | 1948. | 1953. | 1961. | 1971. | 1981. | 1991. | 2001. | 2011. | 2021. |

## Znamenitosti
- Crkva Rođenja Blažene Djevice Marije, zaštićeno kulturno dobro